# Portsmouth (Dominica)

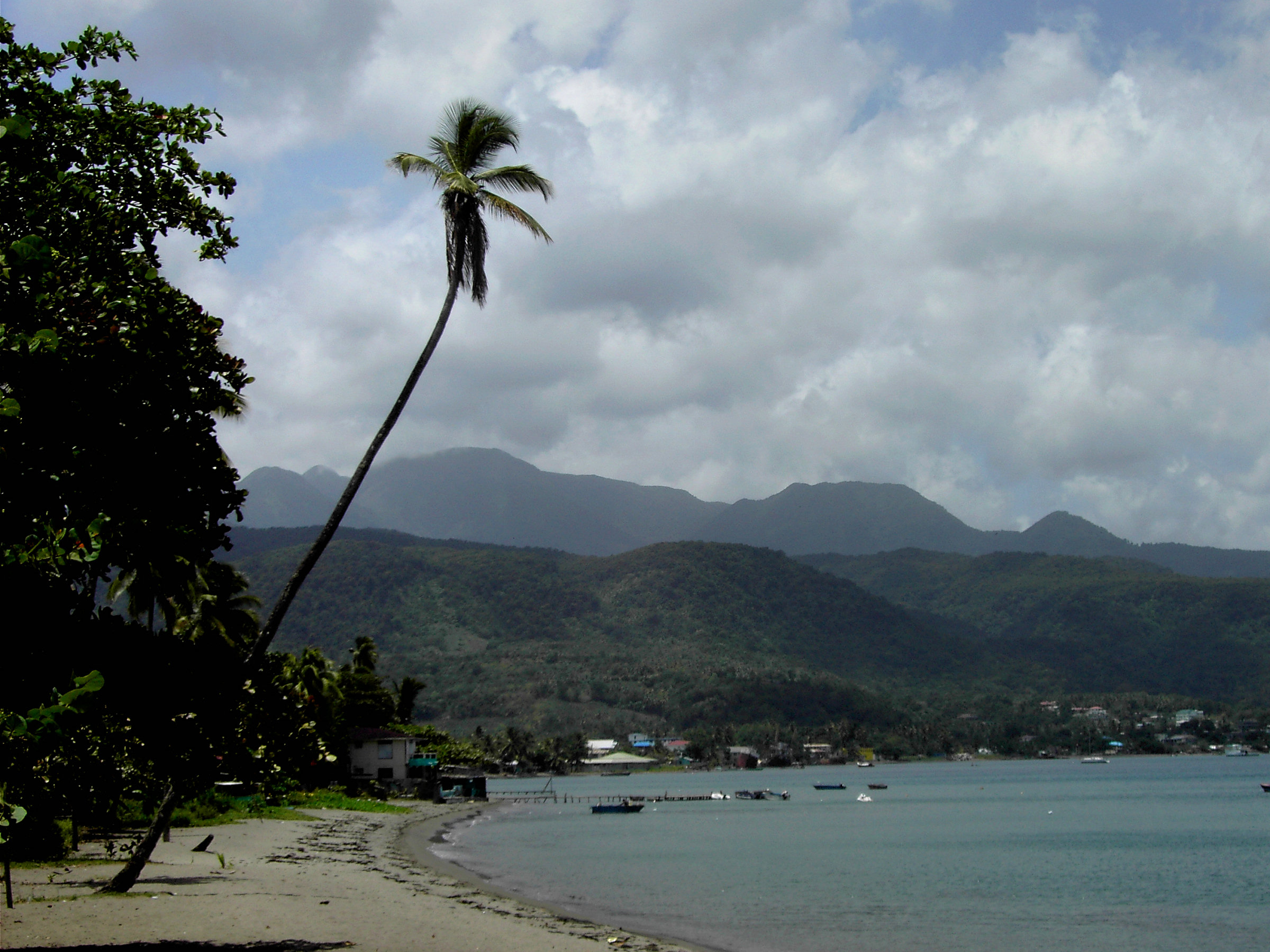
Portsmouth

Portsmouth ist eine Kleinstadt von Dominica am Indian River im Norden der Insel Dominica. Portsmouth hat 3633 Einwohner und ist somit die zweitgrößte Gemeinde des Inselstaates. Die Stadt gehört zum Parish Saint John. Auf einer Halbinsel nördlich des Dorfes liegt der Nationalpark Cabrits National Park. Portsmouth besitzt neben Roseau einen eigenen Seehafen.

## Geschichte
Dominica war von den Kalinago besiedelt, als Kolumbus 1493 die Insel „entdeckte“. Sie gehörten zur Sprachgruppe der Arawak und wurden von den Franzosen, die seit den 1620er Jahren versuchten, Dominica unter ihre Kontrolle zu bekommen, meist „Insel-Kariben“ genannt. An der Stelle des heutigen Portsmouth gab es, als die Franzosen dort 1642 landeten, eine größere Kalinago-Siedlung namens Uyuhao.
Sowohl bevor als auch nachdem Frankreich die Insel im Jahre 1763 an Großbritannien abtrat, war erwogen worden, Portsmouth zur Hauptstadt der Insel zu machen. Denn Portsmouth liegt an der Prince Rupert Bay, die den besten Naturhafen der Insel bietet. Dazu kam es jedoch nie. Portsmouth war Malaria-gefährdet, deshalb erhielt Roseau den Vorzug. (Aufgrund jener Pläne ist gelegentlich noch immer zu lesen, Portsmouth sei „die ehemalige Hauptstadt“ von Dominica.)
2004 wurde Portsmouth durch ein Erdbeben erschüttert. Dabei wurde u. a. die katholische Pfarrkirche St. John’s großteils zerstört. Sie wurde bis 2017 wieder aufgebaut.

## Söhne und Töchter
- Charles Savarin (* 1943), dominicanischer Politiker der Dominica Labour Party, seit 2013 Präsident Dominicas
- Dennick Luke (* 2001), Mittelstreckenläufer